# Coleophora echyropis
Coleophora echyropis é uma espécie de mariposa do gênero Coleophora pertencente à família Coleophoridae.